# Sofie Hooghe
Sofie Hooghe (Kortrijk, 2 januari 1991) is een Belgisch voormalig duatlete en triatlete. 

## Levensloop
Hooghe begon op 11-jarige leeftijd met triatlon, later liep ze school op de Topsportschool te Leuven.
Ze werd in haar carrière driemaal Belgisch kampioen triatlon (2011, 2014 en 2016) op de kwartafstand en eenmaal vice-Belgisch kampioen triatlon (2017). Ook werd ze in 2010 wereldkampioene duatlon in de categorie U19. Daarnaast maakte ze deel uit van het Belgische gemengd estafetteteam.

## Palmares

### Duatlon

#### Individueel
- 2010:  WK U19
- 2011:  WK U23
- 2012:  WK U23

### Triatlon

#### Individueel
- 2008: 6e EK U19
- 2008: 28e WK U19
- 2009: 10e EK U19
- 2009: 19e WK U19
- 2009:  BK Sprint
- 2010: 20e EK U19
- 2011: 6e EK U23
- 2011:  BK OD
- 2012: 14e EK U23
- 2012:  BK OD
- 2013:  BK Sprint
- 2013: 10e EK U23
- 2013: 11e WK U23
- 2014:  EK U23
- 2014:  BK OD
- 2016:  BK OD
- 2016:  BK Sprint
- 2017:  BK OD
- 2017:  BK Sprint

#### Gemengde estafette
- 2011: 14e WK
- 2012: 18e WK
- 2013: 17e WK